# Новый (Первомайский район, Томская область)
Новый — посёлок в Первомайском районе Томской области России. Входит в состав Первомайского сельского поселения. Население 546 чел. (2021).

## География
Находится на востоке региона, в 4 км от районного центра Первомайское. К посёлку примыкает Майский. Улицы: Клубная, Лесная, Новая, Рабочая, Станционная, Центральная, Школьная.

## История
В соответствии с Законом Томской области от 10 сентября 2004 года № 204-ОЗ посёлок вошёл в состав Первомайского сельского поселения.

## Население
| 2002 | 2010 | 2012 | 2013 | 2014 | 2015 | 2021 |
| ---- | ---- | ---- | ---- | ---- | ---- | ---- |
| 599  | ↘574 | ↘559 | ↘551 | ↘542 | ↘535 | ↗546 |

## Инфраструктура
Личное подсобное хозяйство.

## Транспорт
Находится на трассе 69К-3. Просёлочные дороги.